# Documentaire bron
Een documentaire bron is in de editiewetenschap de materiële eenheid waarop een versie van een te editeren werk is vastgelegd. Een versie is een immateriële eenheid. Een documentaire bron kan meerdere versies bevatten, bijvoorbeeld wanneer op één vel papier hetzelfde gedicht in afwijkende versies is genoteerd, of wanneer één vel verschillende gedichten bevat.

## Voorbeelden van documentaire bronnen
Documentaire bronnen vallen in te delen in twee soorten: unica, dus die waarvan maar één exemplaar bestaat, zoals manuscripten, typoscripten of brieven. En drukken, zoals exemplaren van boeken, kranten of tijdschriften.

## Bron
- Mathijsen, Marita (2010). Naar de letter. Handboek editiewetenschap, online.